# William Avery
William "Will" Franklin Avery Jr. (Augusta, Georgia; 8 de agosto de 1979) es un exjugador de baloncesto estadounidense que disputó doce temporadas como profesional, tres de ellas en la NBA. Avery jugó dos años en la Universidad de Duke y tres en la NBA con Minnesota Timberwolves. Con 1,90 metros de estatura juega en la posición de base.

## Trayectoria deportiva

### Universidad
Avery jugó dos temporadas en la Universidad de Duke. En su temporada debut, la 1997-98, promedió 8.5 puntos, 2 rebotes y 2.5 asistencias. Fue en su temporada sophomore cuando dio el salto de calidad con 14.9 puntos, 3.5 rebotes y 5 asistencias de media. Con la temporada finalizando, Duke se preparaba para una espantada de sus mejores jugadores. Trajan Langdon completaba su ciclo universitario y otros tres pilares, como Corey Maggette, Elton Brand y Wlliam Avery, saltaron a la NBA sin acabar su etapa en la universidad. Pese a que la elección de Avery de marcharse a la NBA se explicaba desde un punto de vista económico, Mike Krzyzewski no estaba de acuerdo con la decisión de Avery.
William fue mención honorable All-America por Associated Press en su última temporada en Duke.

### Profesional
Avery fue elegido por Minnesota Timberwolves en el puesto 14 del Draft de la NBA de 1999. Un puesto ilusionante que pronto se tornó en decepción cuando chocó con la realidad de pasar desapercibido en la liga. Permaneció tres años en Minnesota pero nunca llegó a tener importancia en la rotación. En sus tres años en Minnesota nunca alcanzó los 10 minutos y sus promedios en ese periodo fue de 2.7 puntos y 1.4 asistencias. Ante esta situación, Avery tuvo que replantearse su futuro y emprender una nueva etapa en Europa. 
Para la 2002-03 fichó por el Estrasburgo francés, donde promedió 15 puntos por encuentro. Un año después se marchó al Makedonikos Alfa griego, pero acabó la temporada jugando en Israel con el Hapoel donde firmó 17 puntos de promedio. Al terminar la temporada, se marchó al Hapoel Jerusalem para la 2004-05, que lo fichó como sustituto de Will Solomon. Nunca caló en la afición ni en la prensa, más aún después de ser eliminados en primera fase de la Copa ULEB cuando un año antes se habían coronado campeones frente al Real Madrid. En abril cambió de aires y se marchó al Azovmash Mariupol de Ucrania.
Para la 2005-06 regresó a Grecia a jugar en el Panionios B.C. En la 2006-07 jugó en el ALBA Berlin, donde volvió a dar muestras de su poder anotador y pasador. Acabó el año en Turquía con el Galatasaray Café Crown. En la 2007-08 volvió a la liga griega a jugar en el AEK Atenas B.C. 
Actualmente milita en el recién ascendido AS Trikala 2000 BC.

## Estadísticas de su carrera en la NBA

### Temporada regular
| Temporada | Edad | Equipo                 | Liga | P   | TIT | MIN | TC  | TCA | %TC  | 3P  | 3PA | %3P  | TL  | TLA | %TL  | R.OF. | R.DEF. | REB | ASIS | ROB | TAP | PER | FP  | PTS |
| 1999-00   | 20   | Minnesota Timberwolves | NBA  | 59  | 1   | 8.2 | 0.9 | 3.1 | .309 | 0.3 | 1.1 | .286 | 0.4 | 0.6 | .667 | 0.1   | 0.5    | 0.7 | 1.5  | 0.2 | 0.0 | 0.7 | 1.0 | 2.6 |
| 2000-01   | 21   | Minnesota Timberwolves | NBA  | 55  | 0   | 8.4 | 1.0 | 2.6 | .382 | 0.3 | 1.1 | .271 | 0.5 | 0.7 | .778 | 0.1   | 0.4    | 0.5 | 1.4  | 0.2 | 0.1 | 0.8 | 0.9 | 2.8 |
| 2001-02   | 22   | Minnesota Timberwolves | NBA  | 28  | 0   | 9.2 | 0.9 | 3.2 | .289 | 0.2 | 1.3 | .171 | 0.5 | 0.7 | .684 | 0.1   | 0.7    | 0.9 | 1.3  | 0.3 | 0.0 | 0.7 | 0.6 | 2.5 |
| Total     |      |                        | NBA  | 142 | 1   | 8.5 | 1.0 | 2.9 | .330 | 0.3 | 1.1 | .255 | 0.5 | 0.6 | .714 | 0.1   | 0.5    | 0.7 | 1.4  | 0.2 | 0.0 | 0.7 | 0.9 | 2.7 |

### Playoffs
| Temporada | Edad | Equipo                 | Liga | P | MIN | TCA | TC | 3PA | 3P | TLA | TL | R.OF. | REB | ASIS | ROB | TAP | PER | FP | PTS | %TC  | %3P  | %FT | MIN | PTS | REB | AST |
| 2000-01   | 21   | Minnesota Timberwolves | NBA  | 2 | 12  | 3   | 6  | 1   | 2  | 0   | 0  | 0     | 1   | 2    | 0   | 1   | 0   | 0  | 7   | .500 | .500 |     | 6.0 | 3.5 | 0.5 | 1.0 |
| Total     |      |                        | NBA  | 2 | 12  | 3   | 6  | 1   | 2  | 0   | 0  | 0     | 1   | 2    | 0   | 1   | 0   | 0  | 7   | .500 | .500 |     | 6.0 | 3.5 | 0.5 | 1.0 |